# Rosularia adenotricha
Rosularia adenotricha är en fetbladsväxtart. Rosularia adenotricha ingår i släktet Rosularia och familjen fetbladsväxter.

## Underarter
Arten delas in i följande underarter:
- R. a. adenotricha
- R. a. chitralica
- R. a. linearifolia